# Slotervaartziekenhuis

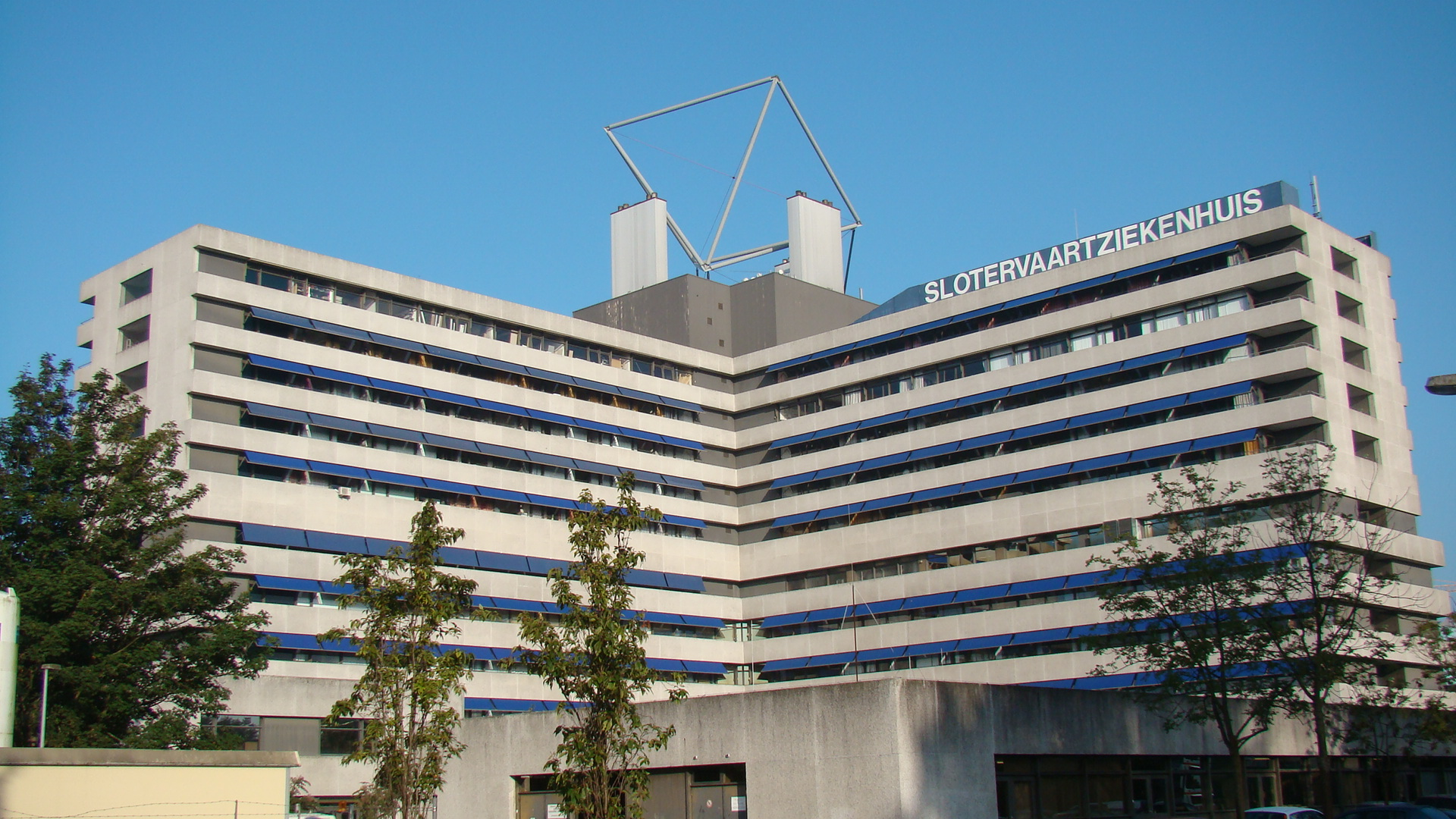
Het Slotervaartziekenhuis in 2011, gezien vanaf de Louwesweg.

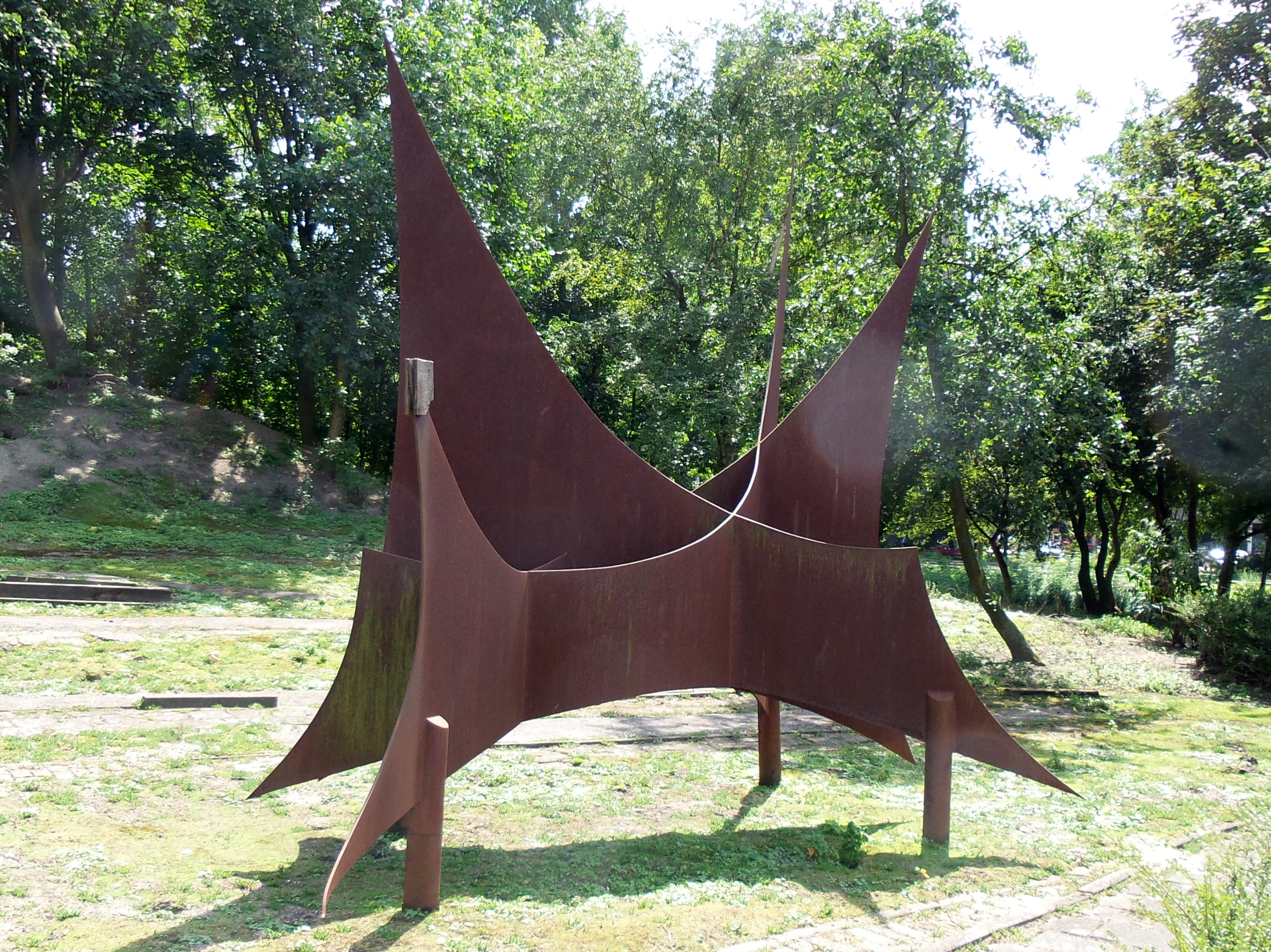
Kunstwerk Fluxuous II uit 1976 van Margot Zandstra in de tuin van het MC Slotervaart.

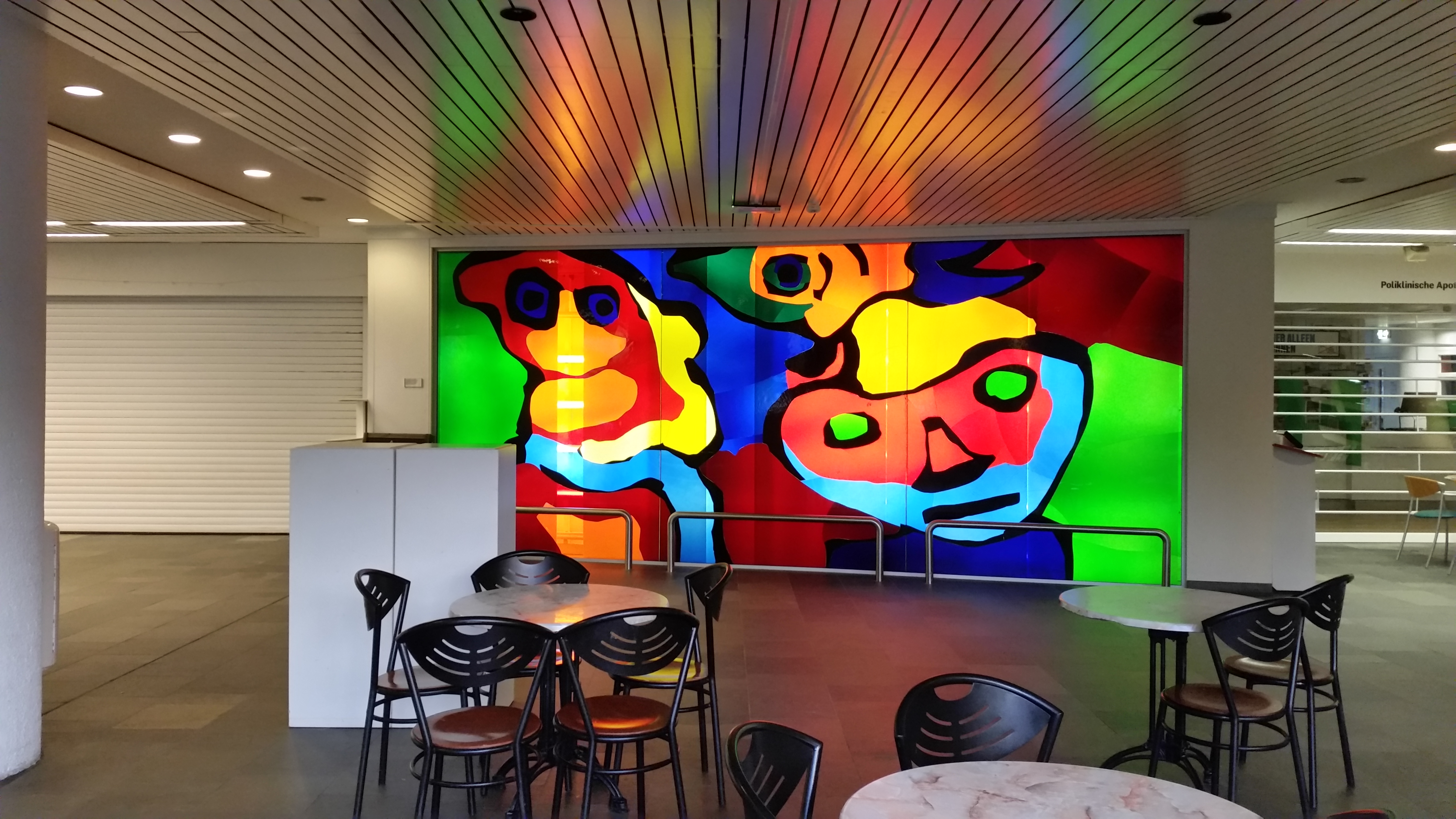
Glaswand van Karel Appel in het Slotervaartziekenhuis.

Het Slotervaartziekenhuis (van juni 2015 tot het faillissement in 2018 MC Slotervaart) was een algemeen ziekenhuis te Amsterdam Nieuw-West. Het gebouw staat in de wijk Slotervaart bij de Louwesweg en Johan Huizingalaan, naast het Nederlands Kanker Instituut-Antoni van Leeuwenhoekziekenhuis en het Verpleeghuis Slotervaart. Het werd eind 1975 in gebruik genomen. Op 25 oktober 2018 werd het failliet verklaard.

## Geschiedenis
Het gemeentelijk Slotervaartziekenhuis was voornamelijk bedoeld om enkele verouderde ziekenhuizen in Amsterdam te vervangen: het Weesperpleinziekenhuis, het Binnengasthuis (gemeentelijk/niet-academisch deel), de Pieter van Foreestkliniek en het Noodziekenhuis Zeeburg. In de jaren vijftig werden de eerste plannen gemaakt en werd er in Slotervaart een terrein gereserveerd voor een nieuw ziekenhuis.
De architect is Bastiaan Johannis Odink, toen werkzaam bij of voor de Dienst der Publieke Werken van de Gemeente Amsterdam. Op 21 januari 1971 werd de eerste paal geslagen door koningin Juliana, en op 21 juni 1976 verrichtte zij de openingshandeling waarmee zij officieel het (op dat moment) modernste ziekenhuis van Europa in gebruik nam. Dat draaide toen feitelijk al een half jaar, want op 30 december 1975 verhuisden patiënten, medisch specialisten, verpleegkundigen en ander ziekenhuispersoneel uit vier verschillende gemeentelijke instellingen naar het nieuwe ziekenhuis in Amsterdam Nieuw-West. Zij waren afkomstig uit genoemde te vervangen ziekenhuizen.
De gemeente gaf het ziekenhuis in 1975 een paar speciale opdrachten mee. Zo moest het ziekenhuis in het bijzonder aandacht besteden aan bejaarden, chronisch zieken en armlastigen. Hierdoor was onder andere het Slotervaartziekenhuis gespecialiseerd in geriatrie en reumatologie. Daarbij werkte het ziekenhuis nauw samen met het Reade (voorheen het Jan van Breemen Instituut) (reumatologie) en het Antoni van Leeuwenhoekziekenhuis (oncologie). Tevens moest het ziekenhuis een belangrijke opleidingsplaats worden voor artsen, medisch specialisten, verloskundigen, verpleegkundigen en paramedici. Alle werknemers waren als ambtenaren in dienst van de gemeente Amsterdam.

### Sinds de privatisering
Op 1 juli 1997 werd het gemeentelijk ziekenhuis geprivatiseerd en ging verder als stichting. Sindsdien werd het ziekenhuis voortdurend bedreigd met sluiting of fusie door de hevige concurrentie van het in de buurt liggende Sint Lucas Andreas Ziekenhuis en het VU Medisch Centrum (VUmc). Daarbij kwam de druk van de zorgverzekeraars die vonden dat het Slotervaartziekenhuis te hoge kosten maakte. Het ziekenhuis stelde dat de hoge kwaliteit zorg die men leverde voor extra kosten zorgde. In 2005 was er sprake van een mogelijke alliantie met het VUmc. De onderhandelingen hierover werden in 2006 gestaakt toen bleek dat het Slotervaartziekenhuis in die samenwerking feitelijk zou ophouden te bestaan als zelfstandige ziekenhuisinstelling.
Op 15 augustus 2006 werd bekendgemaakt dat het Slotervaartziekenhuis zou worden overgenomen door woningcorporaties De Key en het Oosten en zorgconglomeraat Cordaan. Op 30 augustus blies men de overname echter af. Een dag later bleek dat het ziekenhuis bezit zou worden van Meromi Holding B.V. van Aysel Erbudak. Hiermee werd het Slotervaartziekenhuis het eerste volledig geprivatiseerde algemeen ziekenhuis in Nederland. Op 31 augustus 2006 moest een belastingschuld van 10 miljoen worden voldaan, welk bedrag als een zwaard van Damocles boven de besprekingen hing.

#### Kort geding CZ
In 2010 heeft het Slotervaartziekenhuis een kort geding aangespannen tegen zorgverzekeraar CZ waarin het een rectificatie eiste van uitlatingen over de kwaliteit van de borstkankerzorg die werd aangeboden in het ziekenhuis. Het Slotervaartziekenhuis was in eerste instantie in de slechtste categorie 'onvoldoende' gekwalificeerd, maar werd later een klasse hoger ingedeeld als 'matig'. Desondanks spande het ziekenhuis een kort geding aan omdat het om een principieel punt zou gaan. Eerder boycotte het ziekenhuis de zorgverzekeraar al om deze issue.

#### Conflict met de gemeente Amsterdam
In 2010 daagde de gemeente Amsterdam het Slotervaartziekenhuis voor de rechter. Volgens de gemeente weigerde het ziekenhuis een achtergestelde lening uit 1997 terug te betalen, er was van 1997 tot 2007 alleen rente overgemaakt. Tijdens de overname van het ziekenhuis, dat eigendom van de gemeente was, zijn de nieuwe eigenaren van het Slotervaartziekenhuis volgens de gemeente akkoord gegaan met de voorwaarden betreffende de achtergestelde lening. In eerste aanleg stelde de Amsterdamse rechtbank de gemeente in het gelijk, en veroordeelde het Slotervaartziekenhuis tot het betalen van in totaal ruim 5,5 miljoen euro. Dit vonnis werd in 2012 in hoger beroep door het gerechtshof Amsterdam bevestigd.

#### Abortuskliniek
Eind 2009 werd besloten om de Amsterdamse abortuskliniek MR70 bij het Slotervaartziekenhuis onder te brengen. Dit leidde op 28 december 2009 tot Kamervragen van CDA-Tweede Kamerlid Schermers aan staatssecretaris Bussemaker.

#### Conflict met verzekeraar Achmea
In februari 2013 mislukten de onderhandelingen tussen het ziekenhuis en verzekeraar Achmea. Per 1 april 2013 zou Achmea de vergoedingen aan het ziekenhuis stoppen. Dit leidde tot rechtszaken over en weer. In de uitzending van Tros Radar van maandag 18 februari bleek dat door deze strubbelingen, patiënten in de omgeving van het ziekenhuis werden gedupeerd. Op 21 maart bleek er alsnog een contract voor 2013 te zijn gesloten. Dit gebeurde na de schorsing van bestuursvoorzitter Aysel Erbudak door de raad van commissarissen op 22 februari.

#### Heroïne-bv
Het Slotervaartziekenhuis produceerde via het Amsterdamse bedrijf Di-AcetylM B.V. heroïne voor verslaafden, als medische voorziening. De kosten kwamen voor rekening van de opdrachtgever, het Ministerie van VWS. Jarenlang bedroeg de winst meer dan 30% op de verkoopprijs. In 2013 en 2014 werd een miljoen euro winst gemaakt; in voorgaande jaren was de winst meer dan een miljoen euro. Het geld kwam ten goede aan het eigen vermogen van het ziekenhuis en daarvan was tot 2013 een kwart afkomstig van de verdiensten van Di-AcetylM B.V. De "heroïne-bv" was eerst een vol dochterbedrijf. Sinds eind 2013 was 51% van de aandelen in bezit van het Antoni van Leeuwenhoekziekenhuis en het restant behoorde nog toe aan het Slotervaart.

#### Bestuursvoorzitters Slotervaartziekenhuis vanaf 2006
- Aysel Erbudak (2006 - 2013)
- Loek Winter (2013 - 22 februari 2018)
- Willem de Boer (22 februari 2018 - 26 juli 2018)
- Mariska Tichem (vanaf 26 juli 2018)

#### Faillissement
Sinds 2013 was het Slotervaartziekenhuis eigendom van de MC-groep van zorgondernemer ex-radioloog Loek Winter, die ook de noodlijdende IJsselmeerziekenhuizen in Flevoland bezat. Vanaf juni 2015 kreeg het ziekenhuis ook de naam MC Slotervaart. Het ziekenhuis had al langere tijd financiële problemen. In juli 2018 verstrekte de zorgverzekeraar Zilveren Kruis / Achmea nog een voorschot om de ergste problemen te ondervangen. Het aftreden van bestuursvoorzitters en het doen van verschillende voorstellen uit 2018 voor bezuiniging, inkrimping en gecontroleerde sluiting binnen een half jaar brachten geen soelaas. Ook had het gebouw te kampen met achterstallig onderhoud. In oktober bleek de situatie nog weer slechter dan voorheen en de zorgverzekeraar was nu niet meer bereid om noodkrediet te verstrekken, waarna op 23 oktober 2018 uitstel van betaling werd aangevraagd. Dit gold ook voor de IJsselmeerziekenhuizen. Per 23 oktober werd de spoedeisende hulp gesloten en werden er geen nieuwe patiënten meer opgenomen.
Op 25 oktober 2018 werd het faillissement van het MC Slotervaart uitgesproken door de Rechtbank Midden-Nederland. Ook de IJsselmeerziekenhuizen werden die dag failliet verklaard. De laatste nog in het MC Slotervaart aanwezige patiënten vertrokken op 26 oktober naar elders, de poliklinieken bleven nog enkele weken open. Op 13 november maakte de ondernemingsraad bekend dat er definitief geen doorstart kwam voor het ziekenhuis. Na 43 jaar viel hiermee het doek voor het Slotervaartziekenhuis.